# Einbach (Buchen)

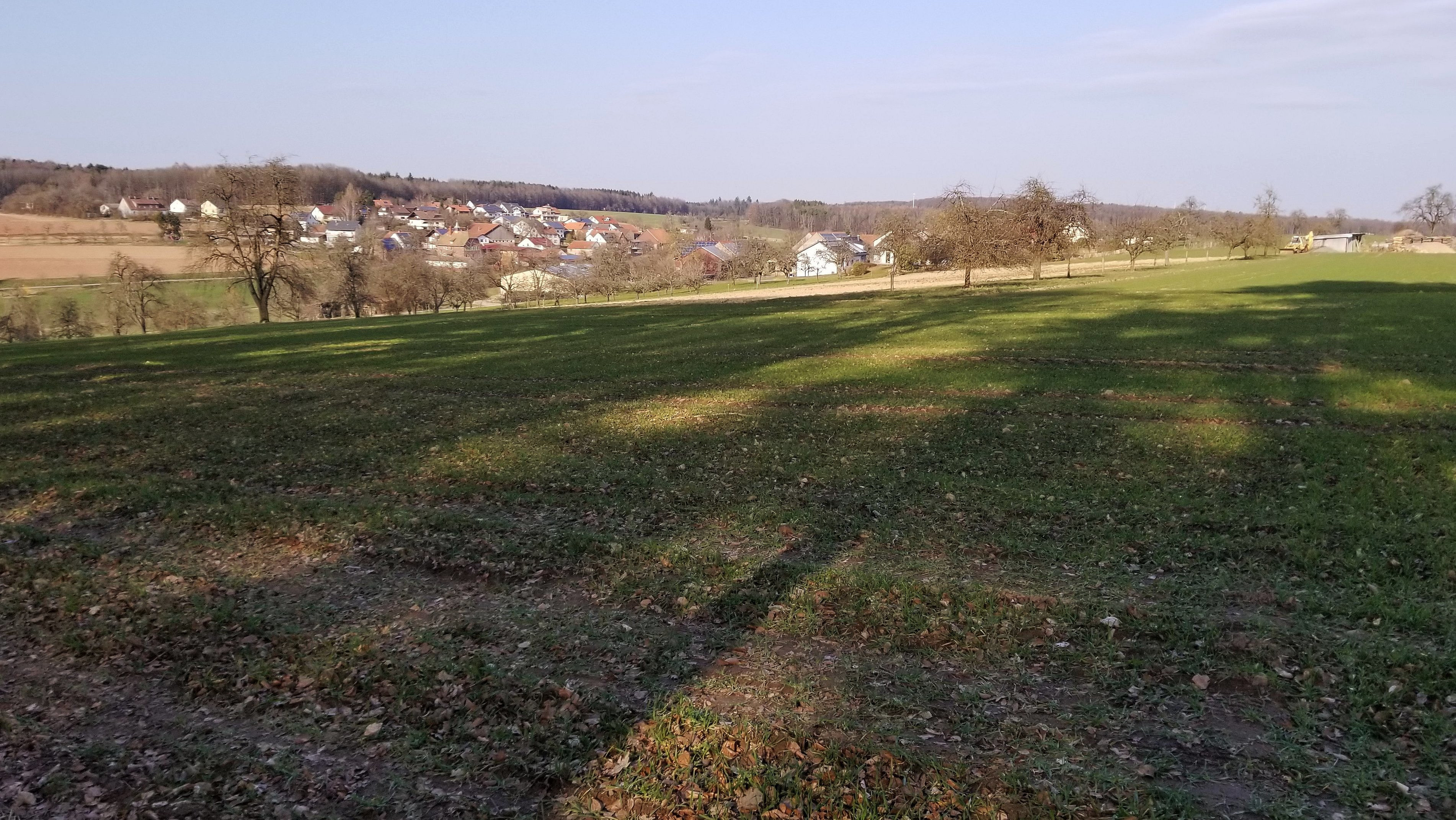
Blick von Südwesten

Einbach ist ein Dorf im Neckar-Odenwald-Kreis, das seit 1973 zur Stadt Buchen (Odenwald) gehört.

## Geografie
Einbach liegt etwa acht Kilometer südwestlich von Buchen. Zu Einbach zählen das Dorf Einbach und das Gehöft Einbacher Mühle.

## Geschichte
Der Ort entstand vermutlich im 10. oder 11. Jahrhundert als Rodungssiedlung von Bödigheim aus im Zuge der durch das Kloster Amorbach veranlassten Besiedelung in Bauland und Odenwald. Die Oberherrschaft lag zunächst bei den Herren von Dürn, die Klostervögte zu Amorbach und Gerichtsherren der Mudauer Zent waren, in deren Bereich Einbach lag. Als Dienstmannen der Dürner traten die Herren Rüdt von Amorbach (spätere Rüdt von Collenberg) auf. Im Testament des Weiprecht Rüdt wurde Einbach im Jahr 1306 erstmals urkundlich erwähnt. Über die frühe Geschichte des Ortes liegen nur wenige und teils widersprüchliche Urkunden vor. Die Rüdt besaßen wohl einen Hof in Einbach, später auch weiteren Besitz und Teile der Ortsherrschaft. 1326 soll ein Herold Nest von Obrigheim „fast das ganze Dorf“ Einbach als Würzburger Lehen besessen haben, bei seinem Tod 1359 wird dieser Besitz jedoch nicht mehr erwähnt. Der Besitz, auch an der 1395 erstmals erwähnten Einbacher Mühle und der Grundherrschaft lagen danach wieder mehrheitlich beim Kloster Amorbach und den Herren Rüdt unter der Oberhoheit des Bistums Mainz, das durch Gütertausch um 1500 auch in den Besitz des ehemaligen Rüdtschen Hofes kam und diesen durch Erbbestandspächter bewirtschaften ließ. Ein Schultheiß wurde in Einbach erstmals 1408 genannt und jeweils vom Kloster Amorbach eingesetzt.
Im Dreißigjährigen Krieg hatte Einbach unter vielfachen Truppendurchzügen zu leiden. Im letzten Kriegsjahr 1648 lebten in dem Dorf noch drei Familien. 1660 gab es neben dem kurfürstlich mainzischen Kameralhof sieben bewirtschaftete Güter sowie die damals zum Reichertsgut zählende Einbacher Mühle, außerdem noch zwei wüst liegende Güter. Die Struktur des Ortes geht bis heute im Wesentlichen auf diese Güter zurück. In einem Leibeigenenverzeichnis der Mudauer Zent von 1663 werden 35 Einwohner genannt, dazu kommen die drei Bewohner des Kameralhofes, so dass in diesem Jahr mindestens 38 Personen in Einbach gelebt haben. 1679/80 kam der Mainzer Kameralhof durch Kauf an das Kloster Amorbach, das den Hof zunächst selbst bewirtschaftete, jedoch schon nach kurzer Zeit auch Erbbestandspächter einsetzte. Der Hof in Einbach hatte umfangreiche Schäfereirechte auch auf umliegenden Gemarkungen. 1694 gab es 250 Schafe, 1707 waren es 300 und 1749 bereits 400 Schafe. Um 1700 wurde mit der Schneidmühle eine zweite Mühle errichtet.
Mit dem Reichsdeputationshauptschluss vom Februar 1803 verlor das Erzstift Mainz seine Herrschaftsrechte und wurde das Kloster Amorbach aufgehoben. Der Klosterbesitz und damit Einbach fiel an das neu gegründete Fürstentum Leiningen. Im Zuge der Auflösung der Mudauer Zent und der Neuordnung des Verwaltungswesens wurde Einbach selbstständige Gemeinde. Während das Fürstentum Leiningen und damit Einbach 1806 bereits an das Großherzogtum Baden kamen, blieb der Fürst von Leiningen Standesherr in den Leiningenschen Gebieten. Die doppelten Abgaben und die abgeschiedene Lage innerhalb Badens machten aus der Gegend um Einbach im 19. Jahrhundert das als Badisch Sibirien bezeichnete Notstandsgebiet, das von der zunehmenden Armut seiner Bewohner geprägt war.
Zwar kam es ab 1816 allmählich zur Ablösung aller Fronden, Zehnten, Gülten und sonstiger Feudalrechte, doch in dem kleinen rein landwirtschaftlich geprägten Ort führten die geforderten Ablösesummen zum Bankrott der Gemeinde und zur Verschuldung der Einwohner. Das starke Bevölkerungswachstum während des frühen 19. Jahrhunderts bei gleichbleibenden geringen Erwerbsmöglichkeiten sowie die wegen mehrere Missernten infolge ausbrechende Hungersnot zwischen 1842 und 1847 erhöhte die Armut noch. So zählte Einbach 1847 auch zu den 36 Gemeinden des Notstandsgebiets, die von Gartendirektor Johann Metzger im Auftrag des Badischen Innenministeriums untersucht wurden. Metzger berichtete über den damals 176 Einwohner zählenden Ort, dass  die Gebäude in erbärmlichsten Zustand und einsturzgefährdet seien und viele Bewohner wegen ihres drohenden Konkurses bereits ihre Güter zum Verkauf angeboten hätten. Metzger stellte potentiellen Investoren die Möglichkeit zum Erwerb eines großen zusammenhängenden Gutes zur Gründung eines Musterhofs in Aussicht und beschied den Einbacher Einwohnern, dass es für sie das Beste sei, auszuwandern.
In der Folgezeit gab es 1851/52 Verhandlungen mit der Stiftschaffnerei Mosbach zum Erwerb der Gemarkung Einbach. Während sich die Verhandlungen hinzogen, kam es bereits zu ersten Zwangsversteigerungen von Gütern in Einbach. Ein einzelner Käufer konnte nicht gefunden werden. 1854/55 erwarb der Frankfurter Friedrich Wilhelm Schulz alle nördlich des Dorfbachs gelegenen Güter und damit rund die Hälfte des Ortes auf und gründete dort einen landwirtschaftlichen Großbetrieb, der jedoch aufgrund der Agrarkrise nur wenige Jahre Bestand hatte.  Bereits 1869 veräußerte Schulz große Waldflächen und 1873 verhandelte er mit der gemeinde Einbach um den Verkauf des gesamten Gutes, das letztlich parzelliert an verschiedene Landwirte sowie die Stiftschaffnerei in Mosbach und von dieser später abermals parzelliert an verschiedene örtliche Kleinlandwirte gelangte. So gab es 1878 in Einbach bei rund 155 Einwohnern 26 landwirtschaftliche Betriebe.

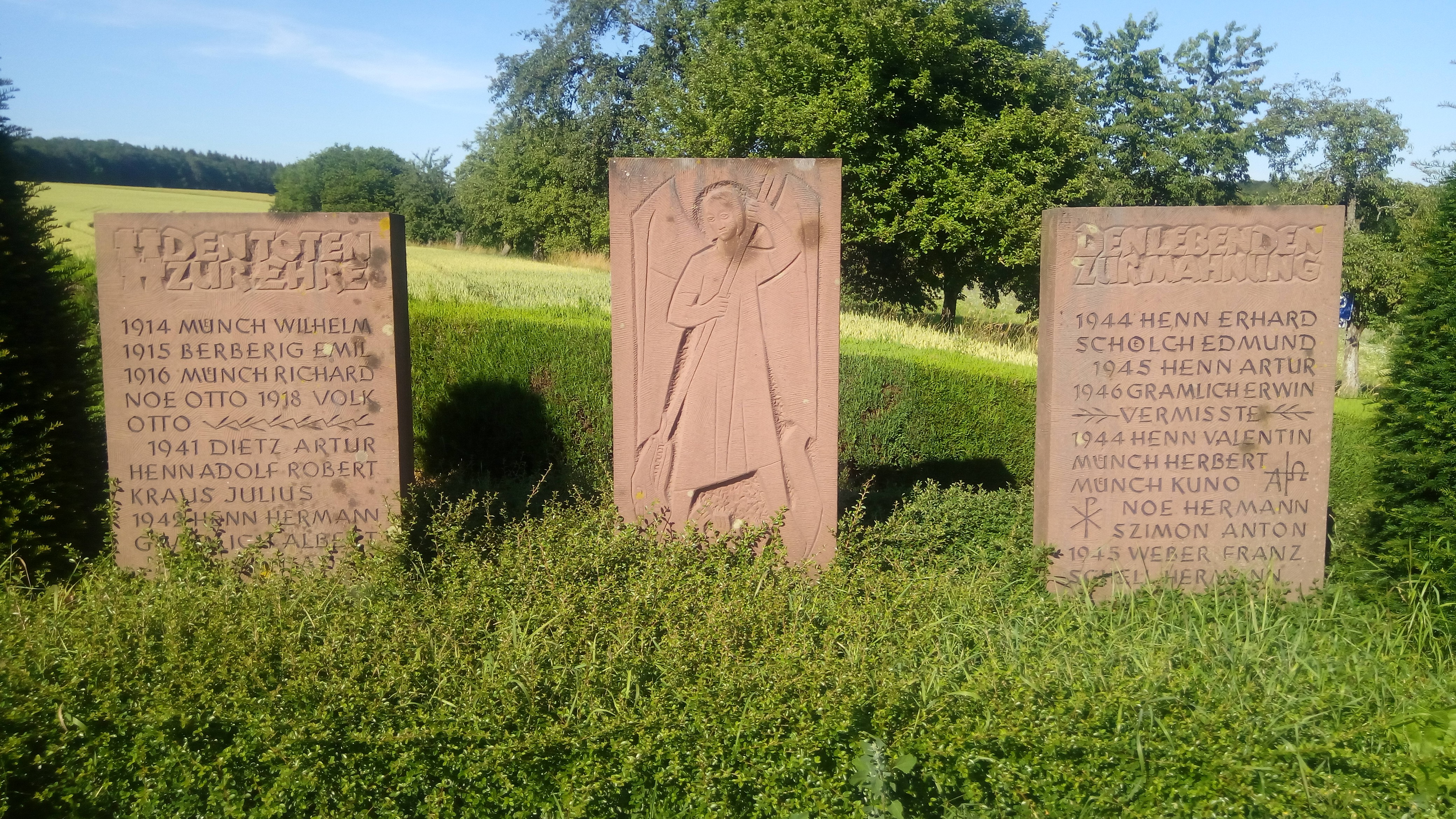
Kriegerdenkmal auf dem Einbacher Friedhof

Die Bevölkerung wuchs entgegen der Entwicklung größerer Orte im badischen Hinterland bis 1919 auf 220 Einwohner an. Gleichzeitig entwickelten sich noch einige weitere landwirtschaftliche Betriebe. 1935–1945 war Einbach nach Waldhausen eingemeindet. Nach dem Zweiten Weltkrieg wurden durch die Aufnahme von Evakuierten und Vertriebenen kurzzeitig 246 Einwohner gezählt. Da diese jedoch keine Erwerbsmöglichkeiten in Einbach fanden, wanderten sie bis auf zwei Familien rasch wieder ab. Die Landwirtschaft blieb noch lange Zeit wichtiger Erwerbszweig in Einbach. Zwar gab es ab 1955 verstärkt Pendler zu industriellen Arbeitsplätzen in der Umgebung, doch wurden 1968 mit 26 landwirtschaftlichen Betrieben immer noch so viele gezählt wie 90 Jahre zuvor. Zum 31. Dezember 1973 wurde Einbach nach Buchen eingemeindet.
In der jüngeren Vergangenheit ist die Anzahl der landwirtschaftlichen Betriebe auf einige wenige zurückgegangen. 2005 gab es noch 5 landwirtschaftliche Betriebe bei 191 Einwohnern.

## Wappen
Die Blasonierung des ehemaligen Gemeindewappens von Einbach lautet: In Rot ein wachsender goldener Krummstab.

## Kultur und Sehenswürdigkeiten

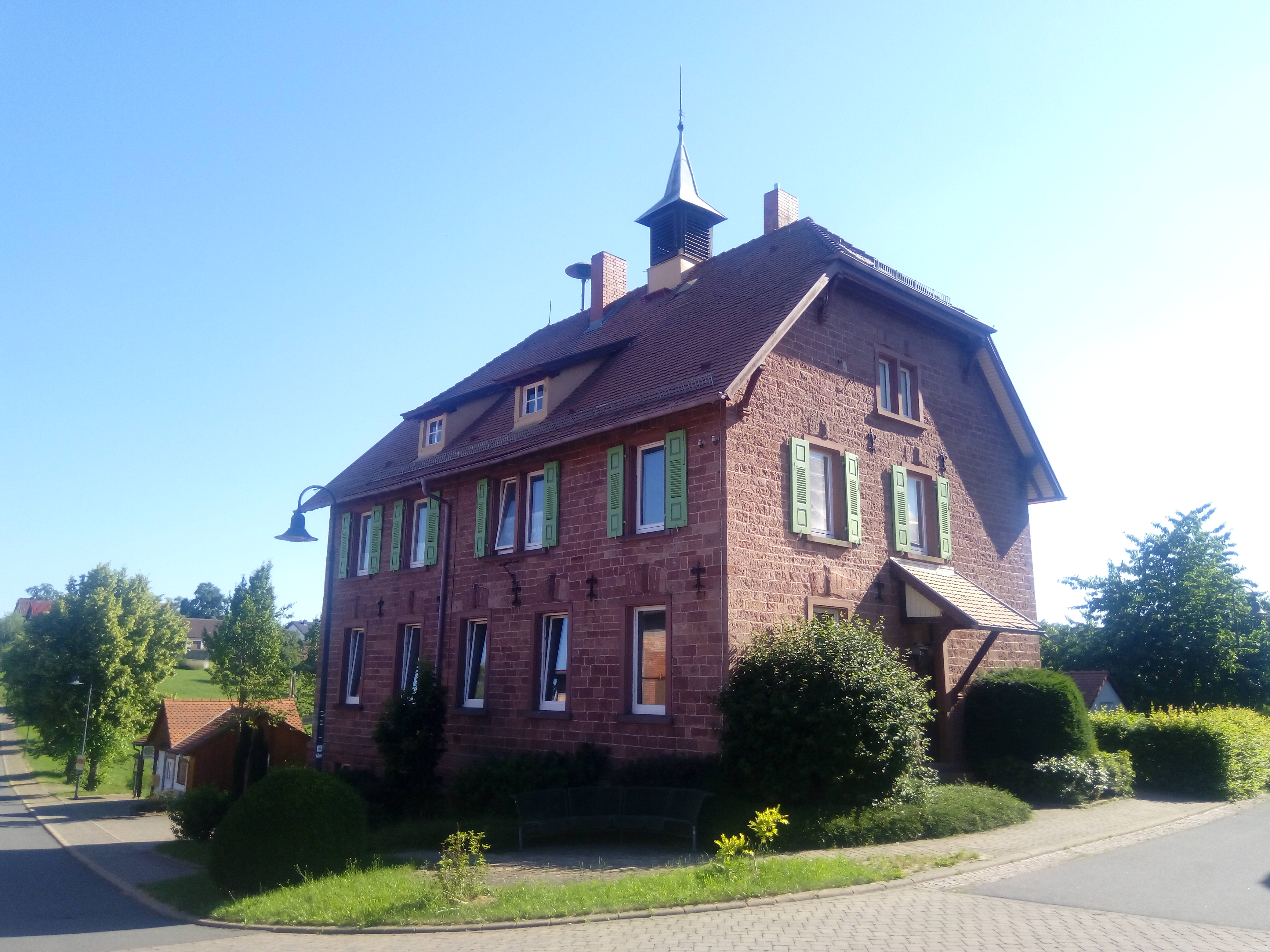
Ehemaliges Rathaus

Das Rat- und Schulhaus des Ortes wurde 1904 als Ersatz für das an anderer Stelle befindliche alte Rathaus und das ebenfalls an anderer Stelle gelegene alte und zuletzt 1875 erweiterte Schulhaus erbaut. Das Gebäude war bis 1970 als Rat- und Schulhaus genutzt worden, bis 1973 nur noch als Rathaus. Nach der Eingemeindung nach Buchen wurde das Gebäude saniert und wird seitdem für verschiedene Festlichkeiten genutzt.